# Familiaris consortio
Familiaris consortio (en latín: "La comunidad de la familia", con el subtítulo, en traducción española Sobre la misión de la familia cristiana en el mundo actual) es una exhortación apostólica post-sinodal escrita por el papa San Juan Pablo II y promulgada el 22 de noviembre de 1981.

## Sumario
El documento describe la posición de la Iglesia católica sobre el significado y rol del matrimonio y la familia, y destaca algunos retos a la hora de alcanzar ese ideal. Se refiere al matrimonio como: "uno de los deberes más preciosos y urgentes de las parejas cristianas de nuestro tiempo", puesto que "el matrimonio es el fundamento de la comunidad más amplia de la familia, ya que la institución misma del matrimonio y el amor conyugal están ordenados a la procreación y educación de la prole, en la que encuentran su coronación".
Entre otras consideraciones, Familiaris consortio reafirma la oposición de la Iglesia a toda forma de control de natalidad como afirmaba previamente la encíclica Humanae vitae, y brevemente menciona la oposición de la Iglesia hacia el aborto. También habla de la responsabilidad y las expectativas de las familias a la hora de educar a sus hijos. Continúa con la descripción de las expectativas sobre la familia desde el punto de vista de la sociedad en conjunto, incluyendo el servicio a los más pobres.
La mayor y última parte del documento describe las expectativas sobre la familia que involucran la fe católica en la vida diaria, relacionando esta con los sacramentos católicos, particularmente el matrimonio, y animando a la oración familiar. En particular, esta sección del documento expresa la expectativa de una unión permanente y matrimonial católica para todas los miembros de la Iglesia con vocación familiar. Niega la posibilidad de aceptar alternativas, incluyendo "matrimonios de pruebas", uniones exclusivamente civiles, y las uniones no públicamente reconocidas.